# 伊丽莎白水疗中心
伊丽莎白水疗中心（捷克語：Alžbětiny lázně）是捷克卡罗维发利最初的六个公共水疗中心设施之一，也是该市的建筑地标，以伊丽莎白皇后（茜茜）命名。中心提供多种医疗服务。这座建筑建于20世纪初。在60年代和70年代重建，成为捷克斯洛伐克最大的水疗设施，配有游泳池。2002年又进行了一次重建。